# Per Olov Blom
Per Olov Blom, född 23 september 1939 i Eskilstuna, är en svensk politiker (Centerpartiet). 
Blom, som är son till ingenjör Lars-Olof Blom och Ingegärd Hansson, avlade studentexamen 1958, genomgick stationsskrivarutbildning vid Statens Järnvägar 1960–1962 och blev filosofie kandidat 1980. Han var anställd vid Statens Järnvägar 1960–1971, utredningsassistent i Borås kommun 1971–1979 och landstingsråd från 1980. Han var styrelseledamot i Handikappinstitutet 1983–1995, andre vice ordförande i Västsvenska planeringsnämnden 1983–1995, ledamot av Centerpartiets kommunala sektion från 1986, vice ordförande i Landstingsförbundets socialberedning 1986–1991, ordförande 1992–1995, ordförande i Arbetslivsfonden i Älvsborgs län 1991–1995, styrelseledamot i Landstingsförbundet från 1992, var styrelseledamot och tillhörde arbetsutskottet i Västsvenska kommunalförbundet för landstingsangelägenheter från 1996, ledamot av sammanläggningsdelegationen i Västra Götaland från 1997, ersättare i regionstyrelsen från 1997 samt var ledamot av och tillhörde arbetsutskottet i hälso- och sjukvårdskommittén från 1998.
Blom invaldes 1970 som ledamot av kommunfullmäktige i Borås kommun som representant för Centerpartiet. Efter att ha varit ordförande i brandstyrelsen utsågs han till att vid årsskiftet 1972/1973 efterträda partikollegan Artur Hemborg som ordförande i byggnadsnämnden. Blom var en stridbar kommunalpolitiker och gjorde sig känd bland annat som ledare för de folkliga protesterna mot den så kallade stadsparksleden, en påbörjad men aldrig färdigställd trafikled genom stadsparken i Borås.